# 10030 Philkeenan
A 10030 Philkeenan (ideiglenes jelöléssel 1981 QG) a Naprendszer kisbolygóövében található aszteroida. Edward L. G. Bowell fedezte fel 1981. augusztus 30-án.